# Aleksandr Pietrow (reżyser)
Aleksandr Konstantinowicz Pietrow (ros. Александр Константинович Петров; ur. 17 maja 1957) – radziecki i rosyjski animator i reżyser filmów animowanych. Zdobył międzynarodową sławę dzięki Rusałce – animacji z 1997 roku nominowanej do Oscara oraz dzięki filmowi Stary człowiek i morze (1999), który w 2000 zdobył Oscara jako najlepszy krótkometrażowy film animowany. Zasłużony Działacz Sztuk Federacji Rosyjskiej (2004). Członek Międzynarodowego Stowarzyszenia Twórców Filmu Animowanego (ASIFA).

## Wybrana filmografia
- 1988: Maraton
- 1989: Krowa
- 1997: Rusałka
- 1999: Stary człowiek i morze
- 2006: Moja miłość

## Nagrody i odznaczenia
- Państwowa Nagroda Federacji Rosyjskiej (1995)
- Oscar za najlepszy film animowany z 1999 roku Stary człowiek i morze
- Zasłużony Działacz Sztuk Federacji Rosyjskiej (2004)

Źródło: